# NHL 10

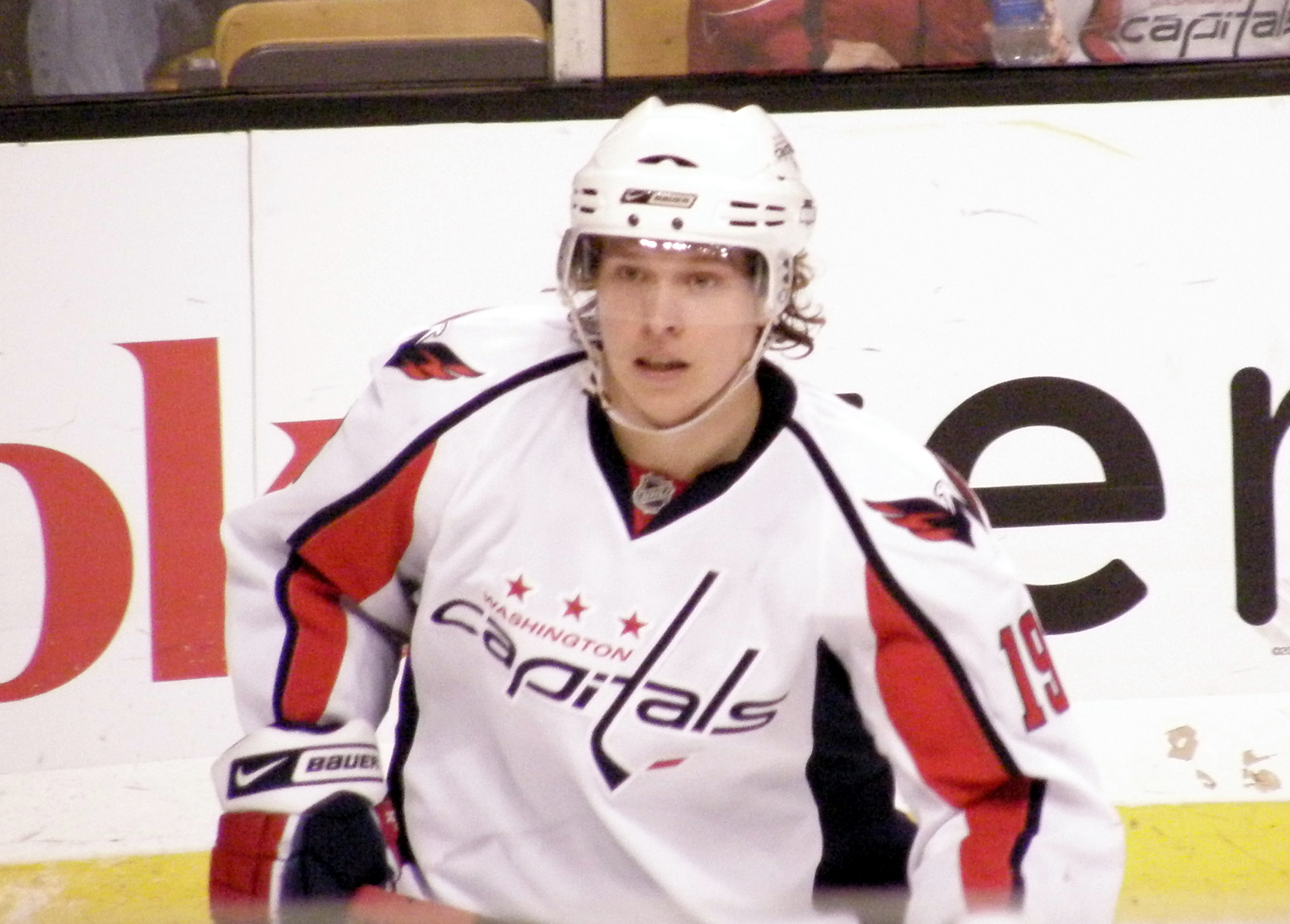
Nicklas Bäckström är med på spelets omslag.

NHL 10 är ett ishockey-spel från 2009 utvecklad och publicerad av EA Sports. Spelet släpptes för första gången enbart till Xbox 360 och Playstation 3. Det är första spelet i serien som inte släpptes till Playstation 2 och Windows). Det är det första spelet som inte släpptes till Windows i spelserien och det första spelet sedan NHL 2000 som inte släpptes till Playstation 2.

## Omslag
Patrick Kane är med på spelets omslag i Nordamerika, andra spelare som är med på spelets omslag finns Mikko Koivu i Finland, Mikkel Bødker i Danmark, Mark Streit i Schweiz och Nicklas Bäckström i Sverige.

## Funktioner
För första gången är det möjligt att spela full säsong med Elitserien i ett Next-gen-spel. De stora spelmässiga nyheterna är slagsmål i förstapersonsvy, sargspel och tacklingspel. En ny publikmotor gör att publiken reagerar mer realistiskt på vad som händer på isen. Be a Pro görs djupare. Dynasty Mode försvinner och ersätts av det nya Be a GM där spelaren iklär sig rollen som General Manager fullt ut, vilket bl.a. innefattar spelarbyten under draften, telefonsamtal från andra klubbar och att man själv kan byta klubb när ens kontrakt går ut. Upplägget är snarlikt Be a Pro. Som i de tidigare spelen kan man spela lag från Elitserien (Sverige), FM-ligan (Finland), Deutsche Eishockey Liga (Tyskland), Extraliga (Tjeckien) och American Hockey League (Nordamerika). Ytterligare en ny liga läggs till i form av schweiziska NLA. Nytt speläge är Battle for the Cup Mode där man spelar final i Stanley Cup i bäst av 1, 3, 5 eller 7 matcher, vinnaren tilldelas Stanley Cup.

## Musik
- Alexisonfire - "Young Cardinals"
- Cancer Bats - "Deathsmarch"
- CKY - "Hellions on Parade"
- Disco Ensemble - "Golden Years"
- Dragonforce - "Heroes of Our Time"
- Eagles of Death Metal - "Anything ‘Cept the Truth"
- Earl Greyhound - "Oye Vaya"
- Green Day - "Know Your Enemy"
- Megadeth - "Peace Sells"
- MeTalkPretty - "Wake Up! Wake Up!"
- Ministry & Co-Conspirators - "Keys to the City"
- MxPx - "Kids in America"
- Nickelback - "Burn It to the Ground"
- Papa Roach - "Into the Light"
- Priestess - "Raccoon Eyes"
- Rancid - "The Bravest Kids"
- Scorpions - "Rock You Like a Hurricane"
- Thousand Foot Krutch - "Fire It Up"

## Mottagande[1]
- 1UP.com: A- (Xbox 360 och Playstation 3)
- Game Informer: 9,25/10 (Xbox 360 och Playstation 3)
- Gamespot: 8,5 (Xbox 360 och Playstation 3)